# Garamszeg
Garamszeg (szlovákul: Hronsek) község Szlovákiában, a Besztercebányai kerületben, a Besztercebányai járásban.

## Fekvése
Besztercebányától 10 km-re délre, a Garam bal partján fekszik.

## Története

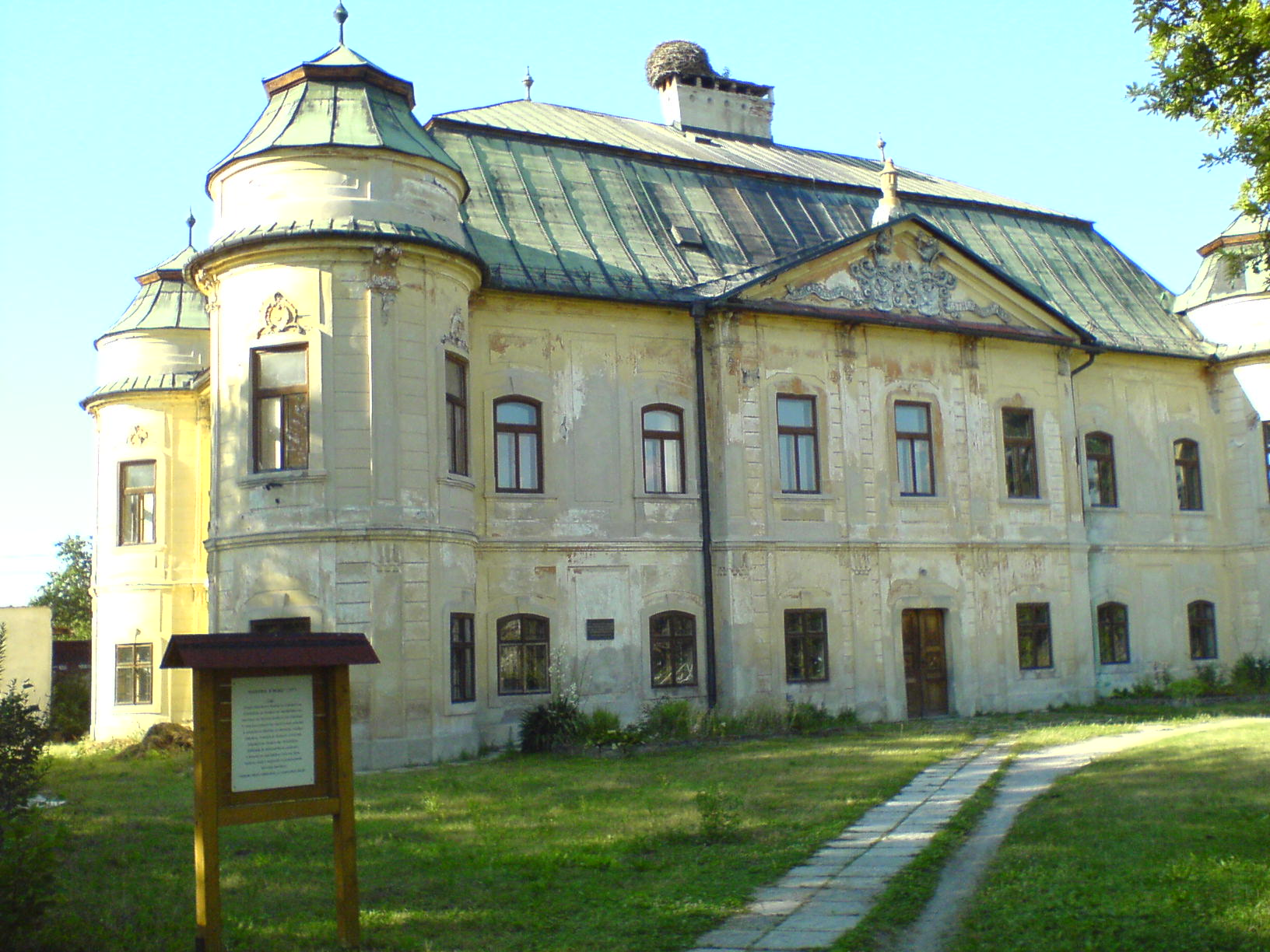
Soós-Géczy kastély

A települést a 13. és 14. század fordulóján alapították a zólyomi királyi ispánság területén. Első írásos említése 1500-ból származik „Zyklafalu” alakban. 1506-ban „Czwiklafalwa”, 1514-ben „Galowyczfalwa”, 1515-ben „Galowycz”, 1522-ben „Czwyklina”, 1558-ban „Czwyklina alias Galfalwa”, 1565-ben „Garanzegh”, 1572-ben „Cwklina” alakban említik az írásos források. 1681-től a vármegye egyik artikuláris helye. Több nemesi család birtoka volt, köztük a Prokop és Soós családoké.
A 18. század végén Vályi András így ír róla: „GARAMSZEG. Tót falu Zólyom Vármegyében, földes Urai Gróf Teleky, és Gétzy Urak, lakosai többnyire evangelikusok, fekszik Garam vize mellett, Zólyomhoz fél mértföldnyire, ’s két kastéllyal díszesíttetik. Határja közép termékenységű, réttye, legelője, fája van, második Osztálybéli.”
A 19. századtól a Géczy családé.
Fényes Elek 1851-ben kiadott geográfiai szótárában így ír a faluról: „Garamszegh, (Hronecz), tót falu, Zólyom vgyében, Besztercze és Zólyom közt a Garam mellett: 26 kath., 482 evang. lak. Evang. anyaszentegyház. Szép uri kastélyok és gazdasági épületek. Határa első osztálybeli. A Géczy nemzetségnek ez törzsökhelye, s innen veszi előnevét.”
A trianoni diktátumig területe Zólyom vármegye Besztercebányai járásához tartozott.
1927-ben „Garansek”, 1946-tól „Hronsek” a hivatalos neve.

## Népessége
| Év:            | 1994. | 2004.    | 2014.   | 2024.   |
| -------------- | ----- | -------- | ------- | ------- |
| Emberek száma: | 532   | 606      | 661     | 662     |
| Eltérés:       |       | +13,90 % | +9,07 % | +0,15 % |

| Év:            | 2023. | 2024.   |
| -------------- | ----- | ------- |
| Emberek száma: | 655   | 662     |
| Eltérés:       |       | +1,06 % |

1880-ban 212-en lakták, ebből 18 magyar és 182 szlovák anyanyelvű.
1890-ben 221 lakosából 7 magyar és 211 szlovák anyanyelvű volt.
1900-ban 225 lakosából 16 magyar és 207 szlovák anyanyelvű volt.
1910-ben 247-en lakták, ebből 18 magyar és 229 szlovák anyanyelvű.
1921-ben 267-en lakták: 1 magyar és 260 szlovák.
1930-ban 304 lakosa mind szlovák volt.
1970-ben 517 lakosából 504 szlovák volt.
2001-ben 596 lakosából 569 szlovák és 7 magyar volt.
2011-ben 638-an lakták, ebből 589 szlovák és 6 magyar volt.
2021-ben 654 lakosából 633 (+6), 3 (+1) magyar, 3 cigány, 1 (+1) ruszin, 7 (+2) egyéb és 7 ismeretlen nemzetiségű volt.

## Neves személyek
- Itt született 1899. december 28-án Paulinyi Oszkár történész, levéltáros. Főként késő középkori magyarországi gazdaságtörténettel és a magyar pénzverés és bányászat történetével foglalkozott.
- Itt hunyt el 1750-ben Severini Pál evangélikus lelkész, egyházi író.
- Itt szolgált Boleman István tanár apja (Boleman István lelkész).

## Nevezetességei

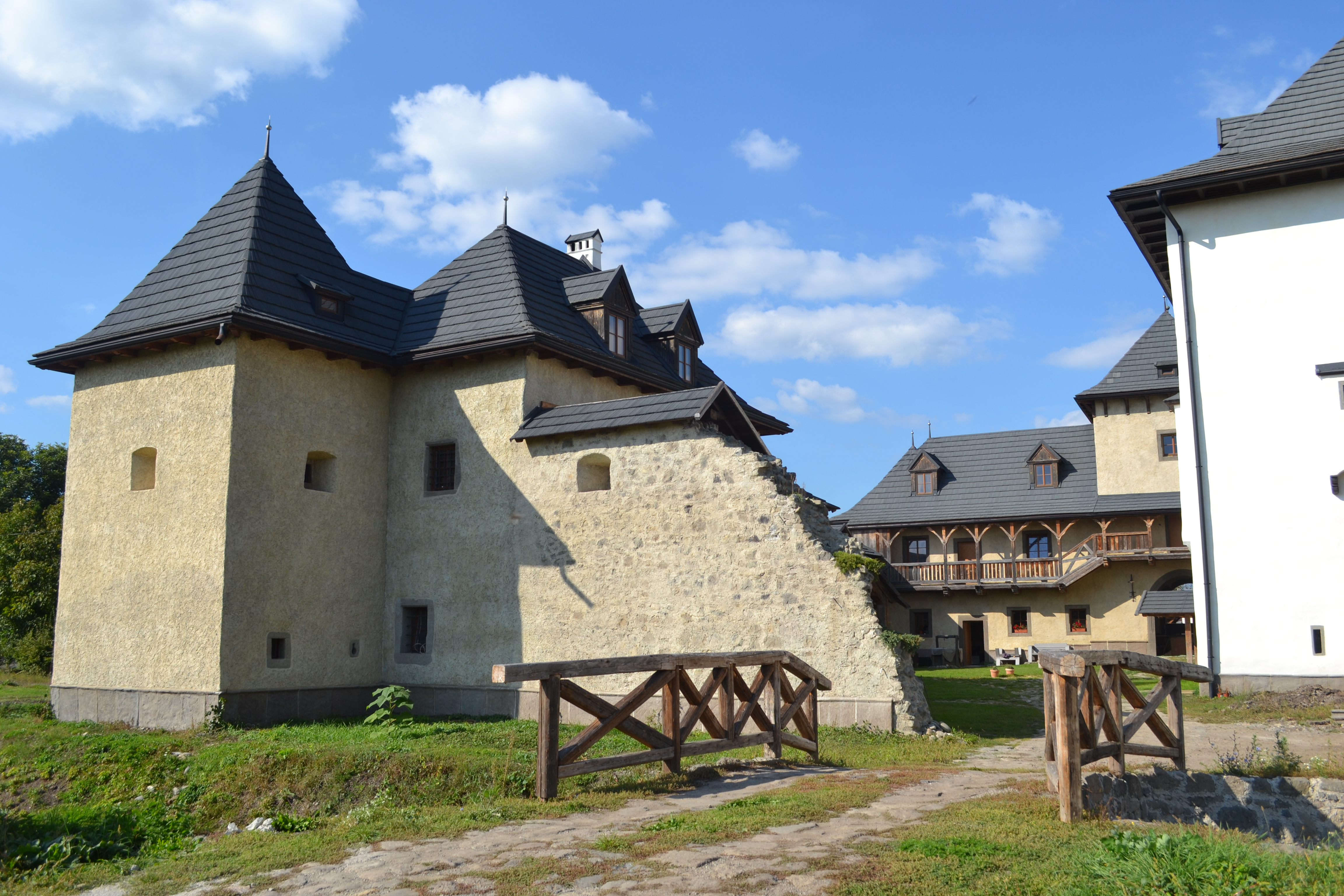
Polthári Soós várkastély

- Itt áll a Polthári Soós család középkori eredetű várkastélya, mely a 15. században épült, majd 1576-ban átalakították, a 19. században felújították. A Rákóczi-szabadságharc alatt pénzverde működött benne. Itt élt Korponay Julianna, a Lőcsei fehér asszony, akiről Jókai Mór regényt is írt.
- A Soós-Géczy család 1775-ben épített barokk kastélya is itt található, homlokzatán rokokó részletekkel. A kastélyt övező parkban szökőkút és 200 éves fa áll.
- Evangélikus fatemploma, a vármegye egyik artikuláris templomaként 1725-ben épült barokk stílusban. 1100 személy befogadására alkalmas. Orgonája 1754-ben készült. A Szentlélek leszállását ábrázoló oltárképe 1771-ből származik.
- Fából épített haranglába az 1720-as években épült barokk stílusban.
- Evangélikus lelkészlaka a 19. században épült, a 20. században átépítették.
- A szliácsi repülőtér a községtől 2 km-re délnyugatra található.

## Külső hivatkozások
- Községinfó
- Garamszeg Szlovákia térképén
- A garamszegi evangélikus fatemplom
- Tourist-channel.sk
- E-obce.sk Archiválva 2008. február 7-i dátummal a Wayback Machine-ben